# 多型堇菜
多型堇菜（学名：Viola polymorpha）是堇菜科堇菜属的植物，为中国的特有植物。分布于中国大陆的云南等地，生长于海拔2,000米的地区，多生在山地森林中。